# Park Bom
Park Bom (en hangul, 박봄; en hanja, 朴春; romanización revisada, Bak Bom; McCune-Reischauer, Pak Pom; Seúl, 24 de marzo de 1984), previamente conocida como Bom, es una cantante surcoreana. Es popularmente conocida por haber formado parte del grupo femenino 2NE1, bajo YG Entertainment.
Comenzó su carrera musical en 2006, apareciendo en sencillos lanzados por sus compañeros de agencia Big Bang, Lexy y Masta Wu. En 2009, hizo su debut como miembro de 2NE1, desempeñándose como vocalista principal. El grupo se convirtió en uno de los grupos de chicas más populares y más vendidos de Corea del Sur de todos los tiempos.
Después de la disolución de 2NE1 en 2016, Park abandonó YG Entertainment en noviembre de 2016. En julio de 2018, firmó con D-Nation Entertainment y lanzó el sencillo, «Spring» en marzo de 2019. Dos mese después, lanzó una reedición titulada re: Blue Rose con el sencillo «4:44» en colaboración con Wheein de Mamamoo.

## Biografía y carrera

### 1984-2014: Primeros años e inicios en su carrera musical
Park nació el 24 de marzo de 1984 en Seúl, Corea del Sur. Su hermana mayor, Park Go-eun, es violonchelista. En sexto grado, Bom fue a estudiar a los Estados Unidos. Durante su estancia en el país, le diagnosticaron un trastorno por déficit de atención con hiperactividad (TDAH). Se graduó de la Academia Gould en Bethel y luego ingresó en el Departamento de Psicología de la Universidad de Leslie. Cuando era estudiante, se interesó por la música gracias a Mariah Carey, a quien más tarde describió como una de sus mayores influencias musicales. Sin embargo, sus padres no le permitieron comenzar una carrera. Por lo tanto, ingresó al Berkeley College of Music sin su consentimiento.

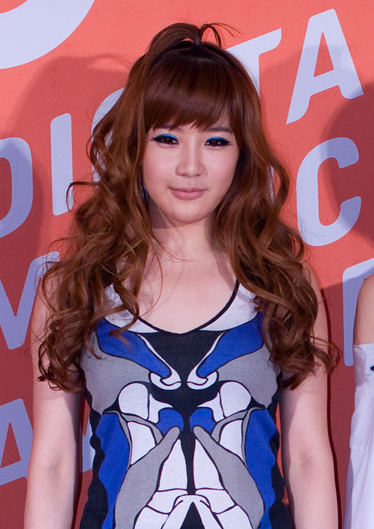
Bom en Digital Music Awards en agosto de 2009.

Park regresó a Corea del Sur para seguir una carrera musical allí y audicionó repetidamente para unirse a YG Entertainment, donde fue aceptada en la compañía después de tres años de audiciones, según el exejecutivo de YG y productor Yang Hyun-suk. Durante su tiempo como aprendiz en YG, Park fue diagnosticada con adenopatía. En 2006, apareció en dos de los primeros sencillos de Big Bang, «We Belong Together» y «Forever with U». Park también colaboró con Lexy en «Baby Boy» de su tercer EP Rush, y Red Roc en el sencillo «Along My Way». También ha aparecido en una serie de videos musicales promocionales para Samsung Anycall del mismo nombre, junto a Lee Hyori, G-Dragon y Gummy. Park fue se convirtió en integrante de 2NE1, junto a CL, Dara y Minzy. Posteriormente, el grupo colaboró con Big Bang en la canción «Lollipop» antes de debutar oficialmente en The Music Trend el 17 de mayo de 2009, donde interpretaron su sencillo debut «Fire». El grupo logró un éxito significativo con el sencillo «I Don't Care» de su primer EP, 2NE1. En agosto de 2009, después de terminar las promociones de su sencillo debut, las miembros se tomaron un descanso para concentrarse en actividades individuales. Bom lanzó su primer sencillo en solitario «You and I», que debutó en el primer puesto de Gaon Digital Chart. La canción finalmente ganó el premio al «Mejor sencillo digital» en los Mnet Asian Music Awards. A finales de 2011, se informó que «You and I» se descargó más de 4 millones de veces, convirtiéndose en uno de los sencillos más vendidos en la historia del K-pop –en ese momento–.
A finales de 2010, Park apareció en el sencillo «Oh Yeah» de GD & TOP, apareciendo en las versiones coreana y japonesa de la canción, así como en el vídeo musical japonés. El 21 de abril de 2011, lanzó un segundo sencillo digital en solitario, «Don't Cry». El sencillo fue un éxito y logró un perfect all-kill en Instiz, posicionándose en el primer puesto en siete listas de música locales.  El mismo año, Bom apareció en la canción «Have an Affair», interpretada por G-Dragon y el comediante Park Myeong-su en un proyecto llamado GG para el Infinite Challenge Music Festival.  En 2013, formó una subunidad llamada con su compañera de agencia Lee Hi, conocida como Bom & Hi. El dúo lanzó un cover de la canción «All I Want for Christmas Is You» de la cantante estadounidense Mariah Carey. El mismo año, también apareció en la versión japonesa del sencillo «Black» de G-Dragon.
En 2014, se unió al elenco del programa Roommate de SBS, que presenta a once celebridades que viven juntas en una casa compartida. Poco después se retiró del programa tras el escándalo de drogas y se retiró de la industria del entretenimiento.

### 2015-presente: Separación de 2NE1 y nueva agencia
Bom regresó a la industria, actuando con 2NE1 en los Mnet Asian Music Awards de 2015. El 25 de noviembre de 2016, YG Entertainment anunció la disolución del grupo. La compañía también reveló que CL y Dara firmaron un contrato en solitario, insinuando la salida de Park de la compañía. 

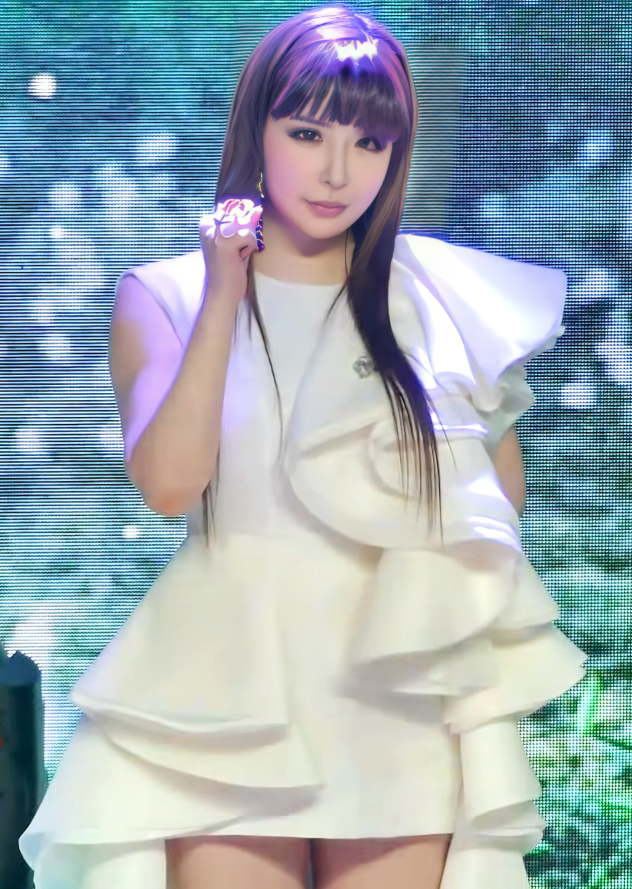
Bom en el showcase de Spring en marzo de 2019.

 Park, sin embargo, participó en la última canción de 2NE1, «Goodbye», lanzada el 21 de enero de 2017. El 30 de abril de 2017, anunció a través de sus redes sociales que había firmado con la subsidiaria de YG Entertainment, The Black Label, y preparándose para lanzar un álbum en solitario. Al día siguiente, la compañía negó eso y declaró que Park no había firmado ningún contrato nuevo con la compañía ni con ninguna de sus subsidiarias desde que rompieron su contrato el año anterior. Luego, Bom respondió a sus fanes que sí firmó un contrato y que volvería.
El 20 de julio de 2018, Bom, según los informes, firmó un contrato exclusivo con la discográfica recientemente creada D-Nation Entertainment. Se reveló que lanzaría su miniálbum debut en noviembre, así como actividades promocionales en el extranjero. Sin embargo, el 2 de octubre se informó que el álbum se lanzaría alrededor de enero de 2019 y que Park abriría un canal de YouTube. Al día siguiente, se reveló que haría su primera aparición en la pantalla chica después de cuatro años a través de YG Future Strategy Office, protagonizado por su excompañero de agencia Seungri. Apareció en el tercer episodio de la serie, que se estrenó el 5 de octubre en la plataforma Netflix.
El lanzamiento de «Spring» se anunció el 15 de febrero de 2019 como el sencillo principal de su álbum debut del mismo nombre, que se lanzó el 13 de marzo del mismo año. La canción fue producida por Brave Brothers y fue descrita como una «canción R&B de tempo medio». Además, «Spring» cuenta con la voz de Dara. La canción se interpretó por primera vez durante un evento de fanes, que se llevó a cabo el mismo día de su lanzamiento. «Spring» debutó en el segundo puesto de World Digital Songs de Billboard omo la canción de K-pop más vendida en esa semana. Spring fue relanzada con el nombre re: Blue Rose el 2 de mayo. El sencillo titulado «4:44» fue producido por Brave Brothers nuevamente y contó con la voz de Wheein. Dos meses después, lanzó «I Do, I Do» como su primera banda sonora para el drama Perfume.
Bom compitió en Queendom de Mnet, que se emitió el 29 de agosto. Lanzó tres sencillos durante toda la competencia: covers de «Hann (Alone)» de (G)I-dle y «Eyes, Nose, Lips» de Taeyang, y una canción original titulada «Wanna Go Back». Finalmente terminó en último lugar en la competencia.  Se reunió con Dara para el sencillo titulado «First Snow», que fue lanzado el 10 de diciembre. El 21 de diciembre de 2020, Bom regresó de un hiatus de un año con «Red Light», una colaboración con Sai Sai Kham Leng. Tres meses después, se anunció que Park haría su tan esperado regreso con el sencillo «Do Re Mi Fa Sol» el 31 de marzo, que también cuenta con la aparición de Changmo.

## Controversias
En 2014, fue dado a conocer que Bom había estado bajo investigación por el consumo de drogas (80 tabletas que contenían anfetaminas) a través de correos internacionales. Un paquete, enviado por su familia que residía en Estados Unidos a Corea del Sur fue detenido en el Aeropuerto Internacional de Incheon. Park estuvo bajo investigación pero jamás fue arrestada. En una declaración dada por Yang Hyun-suk, habló en contra de las acusaciones de trato preferencial. Él explicó que ella estaba siendo tratada mentalmente debido a un trauma que sufrió en su infancia, también dijo que el medicamento era ilegal en Corea del Sur pero en Estados Unidos era legal. Explicó además que Park buscó atención médica de médicos surcoreanos y se sometió a terapia, pero demostró no ser tan efectiva como su tratamiento en los EE. UU. en 2010. En ese tiempo ella era incapaz de viajar a EE. UU. debido a su ocupada agenda como miembro de 2NE1. Durante la investigación ella le había proporcionado al fiscal sus registros médicos de su hospital de EE. UU. confirmando sus diagnósticos, así como su plan de tratamiento en curso. A pesar de esta explicación Park permaneció casi oculta durante 4 años, hasta que en 2018 mediante un programa de televisión se tocó el tema y se volvió otra vez una gran controversia sin embargo esta vez Park no se quedó callada y dio una entrevista en la que explicó todo esto nuevamente y añadió que además de todo ella sufría de ADHD (Trastorno por déficit de atención con hiperactividad) y que en Corea los problemas mentales no eran tratados apropiadamente.

«Tengo una enfermedad personal. Tengo que tomar medicamentos desde mis días en la escuela intermedia y la escuela secundaria. Es un ADD (Desorden de déficit de atención), la cual es una enfermedad no tan conocida en Corea. Edison, el rey de la invención también tenia esta enfermedad. El nombre de la enfermedad se ha hecho conocido últimamente pero no hay una medicación correcta para el, así que tomó medicación para ADHD. Como no es el medicamento adecuado para esto, es difícil soportar el trastorno.».

## Discografía

### Álbum sencillo
| Título | Detalles | Mejor posición | Ventas        |
| Título | Detalles | COR            | Ventas        |
| ------ | --- | -------------- | ------------- |
| Spring | - Lanzamiento: 13 de marzo de 2019 - Relanzamiento: 2 de mayo de 2019 (re:Blue Rose) - Discográfica: D-Nation - Formato(s): CD, descarga digital | 2              | - COR: 15 137 |

### Sencillos
| «You and I»                                                                            | 2009 | 36  | —  | —  | —  | - COR: 996 381+                 | To Anyone    |
| «Don't Cry»                                                                            | 2011 | 1   | —  | —  | —  | - COR: 2 512 950+ - EUA: 10 000 | 2NE1         |
| «Spring» (봄) (con Sandara Park)                                                       | 2019 | 3   | —  | 2  | 39 | - EUA: 1000+                    | Spring       |
| «4:44» (4시 44분) (con Wheein)                                                         | 2019 | 84  | 78 | —  | —  | N/A                             | re:Blue Rose |
| «First Snow» (첫눈) (con Sandara Park)                                                 | 2019 | 168 | —  | 19 | —  | N/A                             | Sin álbum    |
| «Do Re Mi Fa Sol» (도레미파솔) (con Changmo)                                           | 2021 | 130 | —  | —  | —  | N/A                             | Sin álbum    |
| «–» indica que el lanzamiento no se posicionó en la lista o no se lanzó en esa región. |      |     |    |    |    |                                 |              |

### Como artista invitada
| Título                                                                                 | Año  | Mejor posición | Ventas            | Álbum              |
| Título                                                                                 | Año  | COR            | Ventas            | Álbum              |
| -------------------------------------------------------------------------------------- | ---- | -------------- | ----------------- | ------------------ |
| «We Belong Together» (Big Bang featuring Park Bom)                                     | 2006 | *              | N/A               | Big Bang           |
| «Anystar» (Lee Hyori featuring Lee Joon-gi y Park Bom)                                 | 2006 | *              | N/A               | Sin álbum          |
| «Forever with U» (Big Bang featuring Park Bom)                                         | 2006 | *              | N/A               | Big Bang 03        |
| «Along My Way» (Red Roc featuring Park Bom)                                            | 2007 | *              | N/A               | Sin álbum          |
| «Baby Boy» (Lexy featuring Park Bom)                                                   | 2007 | *              | N/A               | Rush               |
| «Oh Yeah» (GD & TOP featuring Park Bom)                                                | 2010 | 2              | - COR: 1 380 732  | GD & TOP           |
| «Having an Affair» (G-Dragon y Park Myeong-su featuring Park Bom)                      | 2011 | 1              | - COR: 4 172 894+ | Infinite Challenge |
| «Up» (Epik High featuring Park Bom)                                                    | 2012 | 6              | - COR: 976 020    | 99                 |
| «Black» (Japanese version) (G-Dragon featuring Park Bom)                               | 2013 | —              | N/A               | Coup d'etat        |
| «Chanel» (MC Mong featuring Park Bom)                                                  | 2019 | 6              | N/A               | Channel 8          |
| «Red Light» (Sai Sai Kham Leng featuring Park Bom)                                     | 2020 | —              | N/A               | Sin álbum          |
| «–» indica que el lanzamiento no se posicionó en la lista o no se lanzó en esa región. |      |                |                   |                    |

## Premios y nominaciones
| Año  | Premio                 | Categoría               | Receptor    | Resultado | Ref.   |
| ---- | ---------------------- | ----------------------- | ----------- | --------- | ------ |
| 2010 | Mejor sencillo digital | Mnet Asian Music Awards | «You and I» | Ganador   | [ 50 ] |